# Orohermes
Orohermes là một chi trong họ Corydalidae. Có một loài được mô tả ở Orohermes là  O. crepusculus..